# Windstruck
Windstruck (Hangŭl: 내 여자친구를 소개합니다, lett. "Lasciate che vi presenti la mia ragazza"), anche conosciuto come Ti presento la mia ragazza, è un film sudcoreano del 2004 diretto da Kwak Jae-yong.

## Trama
Yeo Kyung-jin è una ragazza poliziotto tanto promettente quanto esuberante. Un giorno arresta Gyo Myung-woo, un giovane insegnante di fisica che si trova per sbaglio sulla scena di un crimine. Chiarito il malinteso, Kyung-jin si offre di scortare il ragazzo fino alla sua abitazione. Lungo la strada i due assistono a uno scambio di denaro tra due malavitosi, al che la poliziotta decide di seguire uno dei due uomini, e ammanetta a sé Myung-woo perché non la abbandoni. I due si ritrovano sul luogo di un incontro tra due gang criminali, le quali finiscono col combattersi e uccidersi a vicenda non appena Kyung-jin si presenta con l'intento di arrestarli. I rinforzi arrivano e i due ragazzi possono andarsene, ma lei ha perso le chiavi delle manette che li tiene legati; sono così obbligati a passare la notte insieme.
Il tempo trascorso insieme basta perché tra i due nasca dell'attrazione, così decidono di vedersi sempre più spesso, fino a dichiararsi e fidanzarsi. Un giorno decidono di fare una gita in campagna, e lì, sulla cima d'una collina, Myung-woo le confida che, in caso morisse, vorrebbe reincarnarsi nel vento, così come quello che in quel momento sta accarezzando i due amanti. Sulla strada del ritorno, sono vittime di una frana. La loro macchina precipita in un lago, ma Kyung-jin riesce a salvare entrambi quando tutto sembra ormai essere perduto.
Poco tempo dopo, Myung-woo scopre che Kyung-jin sta inseguendo un pluriomicida e, come già è successo in precedenza, va alla sua ricerca per aiutarla nella cattura. Giunto sul luogo, i poliziotti sparano al fuggitivo, ma uno di loro colpisce per errore Myung-woo. Il ragazzo viene ricoverato d'urgenza all'ospedale, ma non sopravvive. Kyung-jin cade in preda alla disperazione e al senso di colpa, credendo di essere stata lei stessa ad ucciderlo. Il dolore la induce a tentare il suicidio gettandosi dall'alto d'un edificio, ma viene miracolosamente salvata da un enorme palloncino che interrompe la sua caduta; è forse allora che pensa di poter trovare nel vento la reincarnazione del suo amante. Secondo una leggenda che raccontò a Myung-woo, le anime dei defunti vagano per la terra ancora per quarantanove giorni dopo la morte, per poi scomparire il cinquantesimo giorno. Il quarantanovesimo giorno per Myung-woo sarà il 31 ottobre, e Kyung-jin promette a se stessa che lo troverà prima della scadenza.
I giorni passano e il vento sembra mandarle messaggi, sferzandola o facendo volteggiare lo stesso aereo di carta che Myung-woo fece in vita. Kyung-jin rischia persino la vita, inseguendo lo stesso omicida per colpa del quale morì Myung-woo. Mentre è in rianimazione, le appare Myung-woo in sogno che la prega di accettare la sua scomparsa; Kyung-jin decide di lottare ancora, e si risveglia. Quando torna a casa, è il 31 ottobre. Myung-woo appare, e le chiede di rifarsi una vita, di modo che abbia qualcosa da raccontargli una volta che si saranno riuniti; le preannuncia che incontrerà un ragazzo con la sua stessa anima. Infine, si danno l'addio. Kyung-jin è sconvolta, e uscita di casa va alla stazione. Sovrappensiero, sta per finire sotto la metro, ma un uomo la salva: quello di cui Myung-woo le aveva parlato.

## Critica
Il film riscosse enorme successo in Giappone, incassando fino a 17.773.061 dollari.

## Collegamenti conYeopgijeog-in geunyeo
- Il nome di lei non è mai citato in Yeopgijeog-in geunyeo e il suo ex fidanzato morì, ma non si sa come. Per questo è plausibile pensare che Nae yeojachin-gureul sogaehamnida sia il prequel del precedente film.
- Il modo in cui Kyung-jin chiede a Myung-woo di farle da scala per scendere dal muretto è simile alla scena di Yeopgijeog-in geunyeo nella quale i due amanti finiscono per sbaglio sulla testa di un militare calandosi da un muretto.
- Entrambi i personaggi interpretati da Jun Ji-hyun suonano il piano.
- Sul pianoforte di Kyung-jin è presente una foto di Cha Tae-hyun, che interpretò il protagonista di Yeopgijeog-in geunyeo.
- La scena finale del film è molto simile a quella iniziale di Yeopgijeog-in geunyeo, e gli attori sono i medesimi. I vestiti indossati dai due, così come l'orario, sono però differenti.

## Colonna sonora
La colonna sonora originale edita nel 2005 da Trax consta di 22 tracce, 17 nel primo disco e 5 nel secondo.
CD1:
1. Jae hwe eh theme - Reunion Theme
2. Knockin' On Heaven's Door (Orchestra Version)
3. Myung-woo eh soo nan - The Passion of Myung-woo
4. Ot ba ggwuh ib gi - Changing Clothes (Stay Pizzicato Ver.)
5. Il ha ja - Let's Begin! (Le Piccadilly), Erik Satie
6. Cafe eh suh - At the Cafe
7. Stay - Maurice Williams & Zodiacs
8. Off road - The Road Trip (Stay String Version)
9. Da sut bun jjae chung hon ja - The Fifth Suitor
10. Sae ggi son ga rak eh jun sul - Legend of Joining Pinkies
11. Gang mool sok eu ro - Into The River
12. Guh gi uh di ya? - Where are you?
13. BK Love, MC Sniper
14. Tears, X Japan
15. Ad balloon-geu eh son - An Ad-balloon-His Hand
16. Jong ee bi haeng gi - Paperplane
17. Jae hwe eh theme - Reunion Theme (Fast Version)

CD2:
1. Tears TRAX version - bonus track, YouMe
2. Knockin' On Heaven's Door ノッキン・オン・ヘブンズ・ドア/ ユミ, YouMe
3. Shikyerul Dolreemyon, YouMe
4. Wind Of Soul - I Will Stay For You, YouMe
5. Going Back To The ... (Piano version), YouMe